# Algebra (ringtheorie)
In de ringtheorie, een deelgebied van de wiskunde, is een algebra over een commutatieve ring een algemene vorm van een commutatieve ring.
In dit artikel wordt van alle ringen aangenomen dat zij unitair zijn.

## Definitie
Laat {\displaystyle R} een commutatieve ring zijn. Een algebra is een R-moduul {\displaystyle A}, waarop een binaire bewerking
{\displaystyle [\cdot ,\cdot ]:A\times A\to A}
is gedefinieerd, de {\displaystyle A}-vermenigvuldiging. {\displaystyle A} is een bilineaire afbeelding. Dat houdt in dat voor alle scalairen {\displaystyle a,b\in R} en alle elementen {\displaystyle x,y,z\in A} geldt:
{\displaystyle [ax+by,z]=a[x,z]+b[y,z],\quad [z,ax+by]=a[z,x]+b[z,y]}.

## Associatieve algebra's
Als {\displaystyle A} een monoïde onder {\displaystyle A}-vermenigvuldiging is, het voldoet aan de eisen van associativiteit, identiteit en totaliteit), dan noemt men de {\displaystyle R}-algebra een associatieve algebra. Een associatieve algebra vormt een ring over {\displaystyle R} en geeft een algemene vorm van een ring. Een gelijkwaardige definitie van een associatieve {\displaystyle R}-algebra is een ringhomomorfisme {\displaystyle f:R\to A}, zodanig dat het beeld van {\displaystyle f} is opgenomen in het centrum van {\displaystyle A}.